# Servicio Nacional de Migración
El Servicio Nacional de Migración es el encargado del control de los movimientos migratorios de personas en el territorio nacional de Panamá. Esta institución esta adscrita al Ministerio de Seguridad Pública de Panamá. La primera aparición del Servicio Nacional de Migración fue en el año 1950 mediante la creación de la Sección de Extranjería y Naturalización, que estaba adscrita en ese entonces al Ministerio de Relaciones Exteriores, la misma, fue incluida en el Departamento de Migración y Naturalización, esta última ya llevaba operando desde el año 1942. Mediante gaceta oficial el día 22 de febrero de 2008 se da la creación del Servicio Nacional de Migración en Panamá por el entonces presidente Martín Torrijos.